# Martim Melo
Martim Ferreira Pinto Pinheiro de Melo (* 19. September 1973 in Lissabon, Portugal), meist als Martim Melo oder manchmal als Martim P. Melo zitiert, ist ein portugiesischer Ornithologe und Naturschützer, der vornehmlich im südlichen Afrika und im Golf von Guinea arbeitet.

## Leben
Melo war bereits in seiner Kindheit ein begeisterter Vogelbeobachter und in seiner Teenagerzeit begann er als Vogelberinger. 1990 schrieb er sich an der Universität Lissabon ein, wo er 1996 die Licenciatura erwarb. Anschließend arbeitete er ein Jahr lang als Freiwilliger für ein Projekt des Entwicklungsprogramm der Vereinten Nationen auf der Insel São Tomé, was sein Interesse an der endemischen Avifauna des Golfs von Guinea weckte. Ab 1998 absolvierte er sein Masterstudium in Naturschutzbiologie am Percy FitzPatrick Institute of African Ornithology der Universität Kapstadt, das er im Jahr 2000 mit einer Arbeit über den seltenen Graupapagei (Psittacus erithacus princeps) von der Insel Príncipe abschloss. 2006 wurde er unter der Leitung von Peter J. Jones mit der Dissertation Bird speciation in the Gulf of Guinea zum Ph.D. an der University of Edinburgh promoviert. Es folgten eine Reihe von Post-Doc-Forschungsaufenthalte am CEFE-CNRS (Montpellier, Frankreich, von November 2006 bis August 2008), am Percy FitzPatrick Institute of African Ornithology und am Centro para la investigación en Biodiversidad y Recursos Genéticos (CIBIO) in Portugal.
Melos Forschung konzentriert sich auf die Mechanismen der Artbildung, von der Divergenz von Populationen bis zur Entwicklung reproduktiver Isolation. Sein Hauptaugenmerk liegt auf der Diversifikation  der Avifauna Afrikas, insbesondere auf Inseln, die als natürliche Zentren der Artbildung gelten. Er hat im Golf von Guinea geforscht und weitete seine Arbeit auf afromontane Zentren (Angola und das mosambikanische Hochland) sowie abgelegene Inseln des Tristan-da-Cunha-Archipels aus. Dabei nutzt er eine Vielzahl von Daten und führt Feldexperimente durch. Seine Forschungsergebnisse tragen zum Naturschutz bei und ermöglichen ein besseres Verständnis der Diversität in Endemismuszonen. Melo ist wissenschaftlicher Mitarbeiter am Percy FitzPatrick Institute of African Ornithology in Südafrika und arbeitet mit verschiedenen Forschern aus unterschiedlichen Ländern, darunter Peter G. Ryan, Bengt Hansson (Universität Lund, Schweden), Michael Mills (A. P. Leventis Ornithological Research Institute, Nigeria), Rauri C. K. Bowie (University of California, Berkeley, USA) und Claire Doutrelant (CEFE-CNRS, Frankreich) zusammen.
Melo arbeitet seit Januar 2009 am CIBIO und am Museu de História Natural e da Ciência da Universidade do Porto. Er ist Mitglied des Lenkungsausschusses des 2015 gegründeten Gulf of Guinea Biodiversity Centre und Mitglied des Vorstands von SPEA, dem portugiesischen Partner von BirdLife International.
2022 gehörte Melo zum Erstbeschreiberteam der vom Aussterben bedrohten Príncipe-Zwergohreule (Otus bikegila). Im selben Jahr war er Co-Autor des Buches Biodiversity of the Gulf of Guinea Oceanic Islands (in Zusammenarbeit mit Luis M. P. Ceríaco, Ricardo F. de Lima und Rayna C. Bell).